# Aplocheilichthys bukobanus
 Aplocheilichthys bukobanus és un peix de la família dels pecílids i de l'ordre dels ciprinodontiformes.

## Morfologia
Els mascles poden assolir els 5 cm de longitud total.

## Distribució geogràfica
Es troba a Àfrica: Tanzània, Uganda, Kenya i la República Democràtica del Congo.

## Estat de conservació
Les seues principals amenaces són la transformació dels aiguamolls en terrenys agrícoles, la desforestació, l'erosió, la sedimentació i la contaminació.